# Boris Iskra
Boris Iskra, slovenski prosvetni in politični delavec na Tržaškem, * 21. maj 1944, Zgonik pri Trstu, † 1. januar 2024, Lokev.

## Življenje in delo
Ljudsko šolo je obiskoval pri Sv. Jakobu v Trstu, nato srednjo šolo in klasični licej Dante v Trstu. Po diplomi iz filozofije 1970 z zagovorom teze Politično delovanje Slovencev v Trstu 1918-1922 na tržaški Filozofski fakulteti je poučeval italijanski jezik na Trgovsko tehničnem zavodu Žiga Zois v Trstu. Član Komunistične partije Italije (KPI) je postal leta 1966. Na list (KPI) je bil v odobju 1973-78 pokrajinski svetovalec in od 1978-88 deželni svetovalec za Furlanijo - Julijsko krajino in od 1985-90 svetovalec KPI v Nabrežini. Bil je delegat KPI na  mednarodni konferenci o manjšinah v Trstu (1974). Kot strokovnjak za vprašanje slovenskega šolstva in publicist se bojuje za pravice slovenske narodnostne skupnosti v Italiji.